# الشركة الوطنية الإيرانية لتكرير وتوزيع النفط

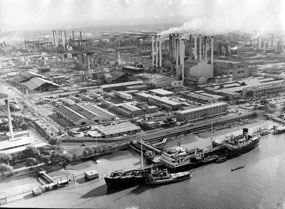
إيران مصفاة عبادان، الذي بني عام 1913.

الشركة الوطنية الإيرانية لتكرير وتوزيع النفط (NIORDC) (بالفارسية: شرکت ملی پالایش و پخش فرآورده‌های نفتی ایران) هي جزء من وزارة النفط الإيرانية. وأنشئت الشركة في 8 مارس 1991 وتعهدت بتنفيذ جميع العمليات المتصلة بتنقية وتوزيع المنتجات النفطية.
وعلى الرغم من أن الشركة قد شكلت في التسعينات، فقد ورثت بالفعل 90 عاما من تجارب الصناعات النفطية الإيرانية في مجالات تكرير ونقل وتوزيع المنتجات النفطية، فضلا عن الهندسة وبناء منشآت الصناعات النفطية.

## المنشآت والقدرات

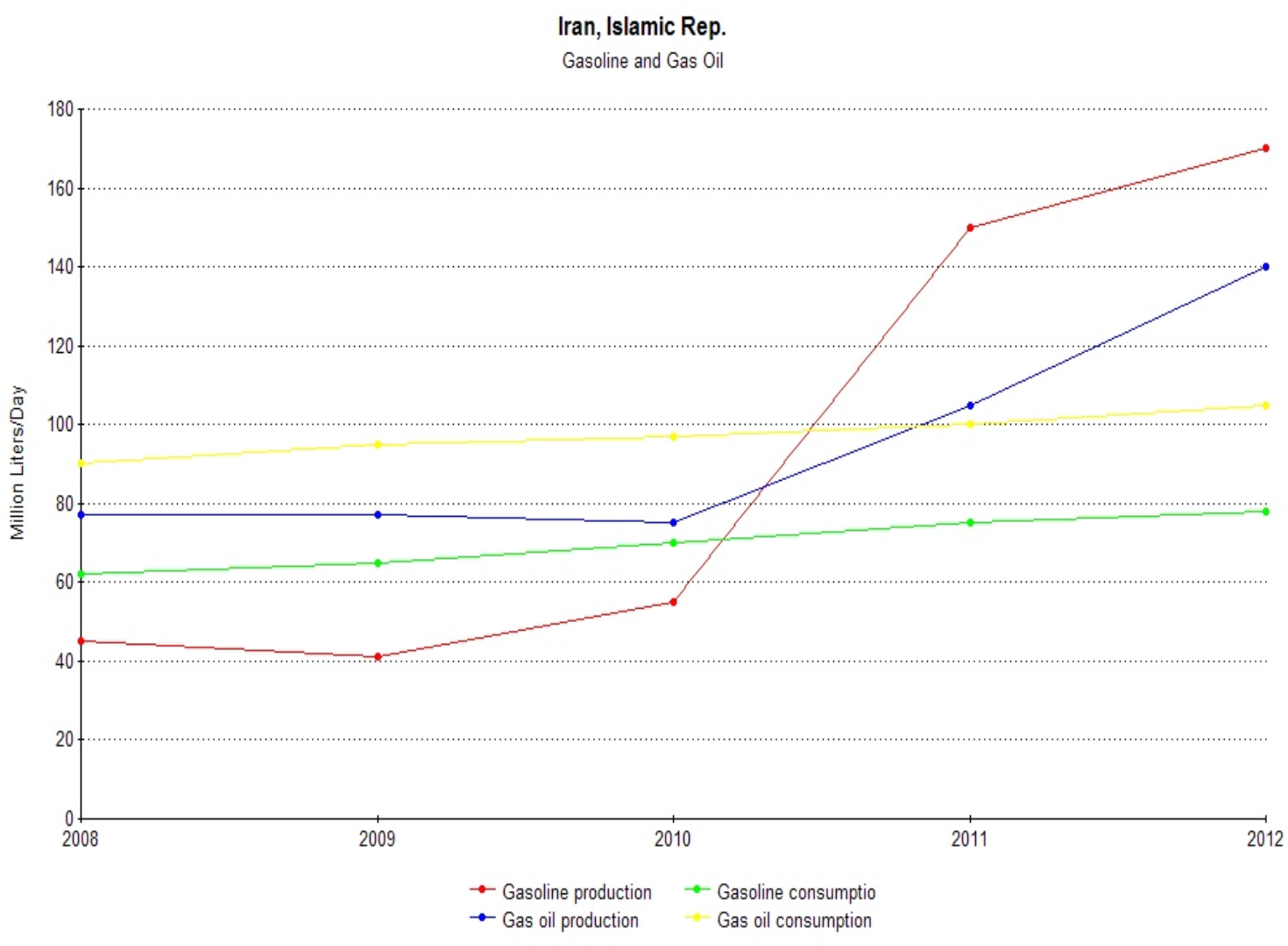
توقعات إنتاج واستهلاك النفط والغاز في إيران (2008-2012)

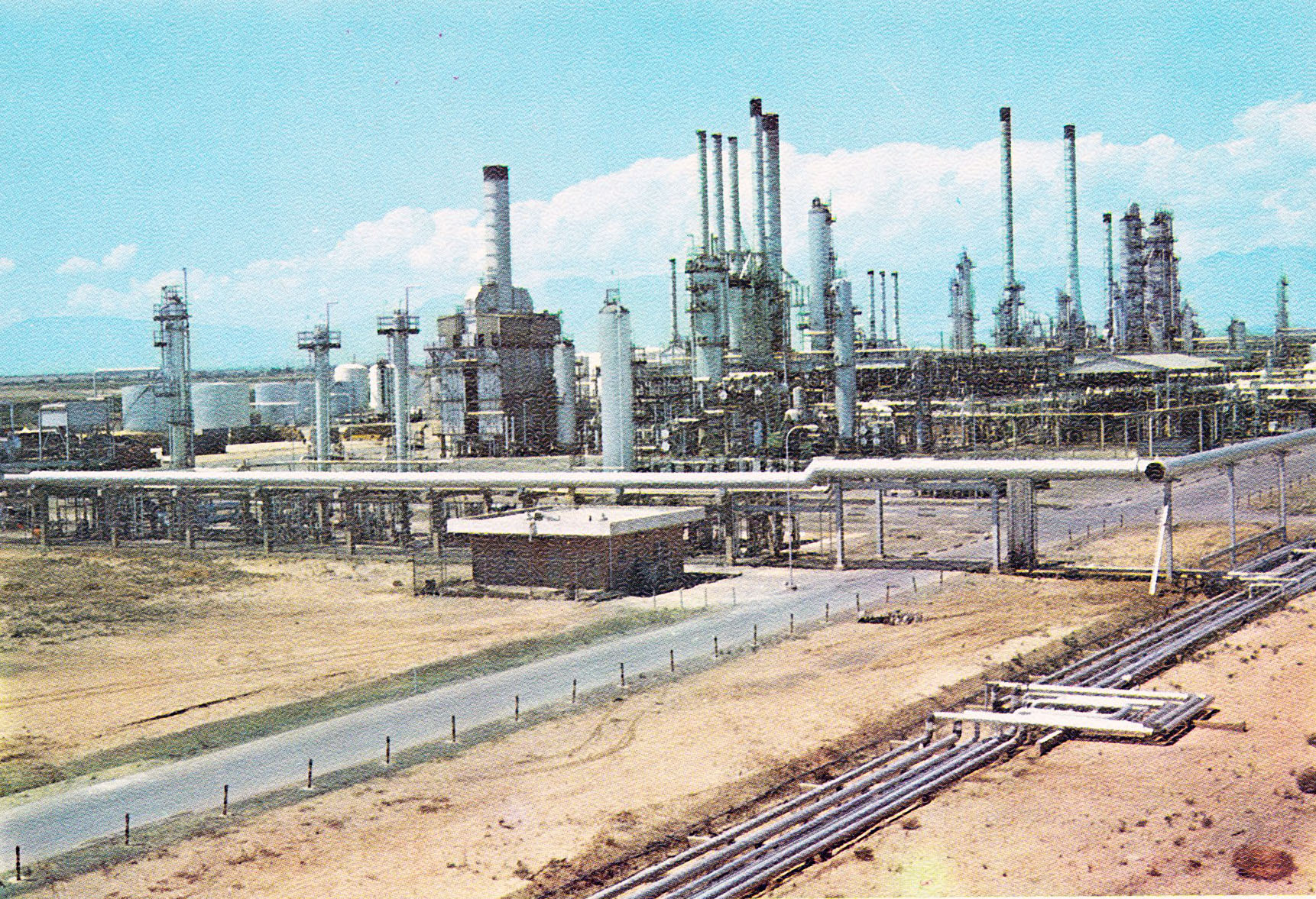
مصفاة نفط طهران

اعتبارا من عام 2010، كان لدی الشركة الوطنية الإيرانية لتكرير وتوزيع النفط 19 شركة فرعية والشركات التابعة لها، بما في ذلك 9 مصافي النفط القائمة. بين عامي 2007 و2012، تزيد طاقة تكرير النفط من النفط الخام والمكثفات الغازية من 1,600,000 برميل يوميا (250,000 متر مكعب/يوم) إلى 3,300,000 برميل يوميا (520,000 متر مكعب/يوم). وبحلول عام 2009، كان لدى إيران قدرة تكرير إجمالية قدرها 1,860,000 برميل يوميا (296,000 متر مكعب/يوم).
| مصفاة                 | السعة المركبة (bbl/d)                   |
| --------------------- | --------------------------------------- |
| عبادان                | 350,000                                 |
| أصفهان                | 280,000                                 |
| بندر عباس             | 230,000                                 |
| طهران (شهيد تندغويان) | 220,000 (متوافق ليورو 5 بحلول عام 2012) |
| آراك                  | 170,000                                 |
| أروند                 | 120,000                                 |
| تبريز                 | 100                                     |
| كرمانشاه              | 40                                      |
| شيراز                 | 30                                      |
| جزيرة لاوان           | 63000 (منذ 2012)                        |
| مجموع:                | 1.45 مليون برميل/ي (231,000 م3/ي).      |

| المنتجات النفطية        | KBPD (ألف برميل يوميا) | نسبه مئويه |
| ----------------------- | ---------------------- | ---------- |
| بنزين                   | 283                    | 17%        |
| الغاز أويل              | 511                    | 32%        |
| كيروسين (وقود الطائرات) | 136                    | 8%         |
| زيت الوقود              | 457                    | 29%        |
| LPG                     | 50                     | 3%         |
| أخری                    | 184                    | 11%        |

المرافق الأخرى:
- 14 ألف كيلومتر من النفط الخام وخطوط نقل المنتجات النفطية.
- 150 محطة ضخ.
- شبكة اتصالات صناعة النفط.
- المناطق التشغيلية لخطوط الأنابيب والاتصالات.
- 35 منطقة تشغيلية ل نيوبدك.
- 220 منطقة تشغيلية ل نيوبدك.
- منشآت خزانات سعة 10 مليارات لتر (2009).[7] واعتبارا من عام 2010، بلغت الطاقة التخزينية للمنتجات النفطية في البلاد حوالي 11.5 مليار لتر، ولكنها ستصل إلى 16.7 مليار لتر بحلول نهاية خطة التنمية الخمسية الخامسة (2010-2015)[8]